# Muzică japoneză
Muzica japoneză are mai multe genuri precum Visual kei, J-pop, Noise rock, J-rock.

## Visual kei
Visual kei este o subdiviziune a genului J-rock. A apărut în anii 80 cu primele trupele care sunt Dead End, X Japan, Buck Tick și Color. X Japan a lansat albumul Blue Blood, în anul 1989 cu Taiji Sawada la chitara bas. În anii 90, printre cei mai importanți cântăreți și trupe Visual kei erau: Zi:Kill, X Japan, hide, Shazna, Glay, Luna Sea, Color, L'Arc-en-Ciel, Buck Tick și Aion.
Alte trupe importante de Visual kei sunt  D=Out, An Cafe, SuG, The Gazette, Acide Black Cherry, Diaura, Kagrra, Girugamesh, Dir En Grey, LM.C, Versailles, Malice Mizer și Alice Nine.
În anii 2000 au aparut genuri precum Nagoya kei și Oshare kei. 

## J-rock
J-rock este un gen de muzică rock. J-rock a devenit faimos cu trupe și cântăreți precum ONE OK ROCK, SPYAIR, Babymetal,
Shonen Knife, Gackt, FLOW, Scandal, KAT-TUN, VAMPS, B'z, Mr. Children, etc. O subdiviziune a acestui gen este Visual kei.

## J-pop
J-pop este un gen de muzică pop. J-pop a devenit faimos cu trupe și cântăreți precum Exile, AKB48, Ayumi Hamasaki, Utada Hikaru, Koda Kumi, Perfume, C-ute, Morning Musume, Kyary Pamyu Pamyu, Sekai No Owari, KAT-TUN, Arashi, E-girls, Momoiro Clover Z, Stereopony, Kis-My-Ft2, FictionJunction, Kalafina, Kenshi Yonezu, Kanjani Eight, kobasolo, Abe Mao, etc.

## Noise rock
Noise rock a devenit și sub-gen al rock-ului cu trupe precum Guitar Wolf, Melt Banana și Zeni Geva